# Liste der Biografien/Aq
Liste der Biografien |
Portal Biografien |
Personensuche
# |
A |
B |
C |
D |
E |
F |
G |
H |
I |
J |
K |
L |
M |
N |
O |
P |
Q |
R |
S |
T |
U |
V |
W |
X |
Y |
Z |
?
 
Aa |
Ab |
Ac |
Ad |
Ae |
Af |
Ag |
Ah |
Ai |
Aj |
Ak |
Al |
Am |
An |
Ao |
Ap |
Aq |
Ar |
As |
At |
Au |
Av |
Aw |
Ax |
Ay |
Az
Die Liste der Biografien führt alle Personen auf, die in der deutschsprachigen Wikipedia einen Artikel haben. Dieses ist eine Teilliste mit 79 Einträgen von Personen, deren Namen mit den Buchstaben „Aq“ beginnt.

## Aq
- Aq Sunqur al-Ahmadili († 1133), Atabeg von Mossul
- Aq Sunqur al-Bursuqi († 1126), türkischer Feldherr und Herrscher von Mossul als Vasall der Seldschuken
- Aq Sunqur al-Hadschib, seldschukischer Statthalter von Aleppo unter Sultan Malik Schah I.

### Aqa
- Aqaq-Acace († 496), Patriarch der Assyrischen Kirche des Ostens (Katholikos)
- Aqarunov, Albert (1969–1992), aserbaidschanischer Militär, Starschina in der aserbaidschanischen Armee

### Aqb
- Aqba-ḫammu, amoritischer Herrscher von Karana und Adoptivsohn Samu-Addus
- Aqberbajew, Issa (* 1983), kasachischer Boxer (Cruisergewicht)

### Aqi
- Aqidi, Nawaf al- (* 2000), saudi-arabischer Fußballspieler
- Aqīl ibn Abī Tālib († 679), Gefährte und Cousin des islamischen Propheten Mohammed
- Aqil, Ibrahim (1960–2024), libanesischer Terrorist, Mitglied der Hisbollah

### Aqo
- Aqorau, Merle (* 1939), salomonische Aktivistin

### Aqq
- ʿAqqād, ʿAbbās al- (1889–1964), ägyptischer Schriftsteller, Historiker, Dichter, Philosoph und Journalist
- Aqqusch al-Burli, Mameluke, Herr von Aleppo

### Aqr
- Aqrakamani, nubischer König
- Aqrawi, Aziz (* 1924), kurdisch-irakischer Politiker
- Aqrawi, Haschim (1926–1990), kurdischer Politiker

### Aqs
- Aqsaqalow, Qumar (* 1965), kasachischer Politiker
- Aqschalow, Merei (* 1989), kasachischer Boxer
- Aqscholaqow, Bolat (* 1971), kasachischer Ökonom und Politiker

### Aqu
- Aqua, Zoë, US-amerikanische Violinistin, Komponistin und Musikpädagogin
- Aqualung (* 1972), britischer Musiker
- Aquaro, Giuseppe (* 1983), italienischer Fußballspieler
- Aquash, Anna Mae (1945–1975), kanadische Aktivistin des American Indian Movement
- Aquea, Lino (* 1962), chilenischer Radrennfahrer
- Aquevedo Soto, Eduardo, chilenischer Soziologe
- Aquila, jüdischer Theologe
- Aquila, Caspar (1488–1560), deutscher Theologe
- Aquila, Giulio (1893–1943), ungarischer kommunistischer Funktionär
- Aquila, Johannes, Maler und Leiter einer Malerwerkstätte und vermutlich auch Baumeister und Architekt
- Aquila, Luiz (* 1943), brasilianischer bildender Künstler
- Aquila, Pietro († 1692), italienischer Maler
- Aquila, Samuel Joseph (* 1950), US-amerikanischer Geistlicher, römisch-katholischer Erzbischof von Denver
- Aquilani, Alberto (* 1984), italienischer Fußballspieler
- Aquilia Severa, zweite und vierte Ehefrau des römischen Kaisers ElagabalAquilia Severa

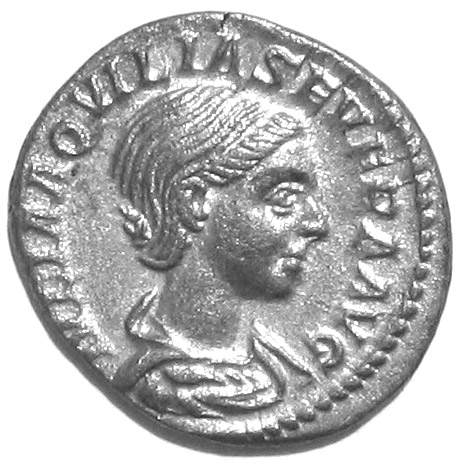
Aquilia Severa

- Aquilin, Heiliger der katholischen Kirche
- Aquilina, John (* 1950), australischer Politiker, Mitglied der Legislativversammlung und Minister von New South Wales, maltesischer Hochkommissar und Botschafter
- Aquilius Gallus, Gaius, römischer Jurist
- Aquilius Niger, Quintus, römischer Konsul (117)
- Aquilius Regulus, Marcus, römischer Senator und Denunziant
- Aquilius, Gaius, Politiker der römischen Republik, Konsul 487 v. Chr.
- Aquilla, Adelaide (* 1999), US-amerikanische Kugelstoßerin
- Aquillius Florus, Gaius, römischer Konsul 259 v. Chr.
- Aquillius Oculatius, Lucius, römischer Offizier (Kaiserzeit)
- Aquillius, Manius, römischer Konsul 129 v. Chr.
- Aquillius, Manius († 88 v. Chr.), römischer Konsul 101 v. Chr.
- Aquilomontanus, Hermannus, Theologe, Pastor in Borssum und Oldersum
- Aquin, Antoine d’ (1629–1696), französischer Mediziner
- Aquin, Hubert (1929–1977), frankokanadischer Schriftsteller
- Aquin, Louis d’ (1667–1710), französischer römisch-katholischer Geistlicher und Bischof
- Aquin, Luc d’ (1641–1718), französischer römisch-katholischer Geistlicher und Bischof
- Aquino Aquino, Demetrio Ignacio (1926–2003), paraguayischer Priester, Bischof von Caacupé
- Aquino San Carlos, Anastasio Mártir (1792–1833), Verteidigungsminister in El Salvador
- Aquino, Amy (* 1957), US-amerikanische SchauspielerinAmy Aquino (* 1957)

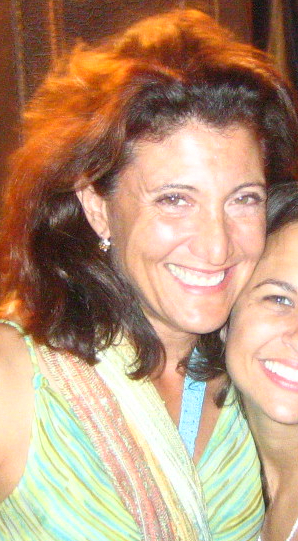
Amy Aquino (* 1957)

- Aquino, Anthony (* 1982), italo-kanadischer Eishockeyspieler
- Aquino, Baden Powell de (1937–2000), brasilianischer Musiker
- Aquino, Benigno III. (1960–2021), philippinischer Politiker
- Aquino, Benigno junior (1932–1983), philippinischer Politiker
- Aquino, Benigno senior (1894–1947), philippinischer Politiker
- Aquino, Corazon (1933–2009), philippinische Präsidentin (1986–1992)
- Aquino, Eber (* 1979), paraguayischer Fußballschiedsrichter
- Aquino, Guarionex (1924–2010), dominikanischer Sänger (Bariton)
- Aquino, Guarionex (* 1954), dominikanischer Jazzperkussionist
- Aquino, Javier (* 1990), mexikanischer Fußballspieler
- Aquino, Jorge (* 1987), paraguayisch-chilenischer Fußballspieler
- Aquino, Juliana de (1980–2009), brasilianische Musicaldarstellerin
- Aquino, Kris (* 1971), philippinische Fernseh- und Filmschauspielerin und Moderatorin
- Aquino, Luca (* 1974), italienischer Jazzmusiker (Trompete, Komposition)
- Aquino, Luciano (* 1985), italo-kanadischer Eishockeyspieler
- Aquino, Lupe (* 1963), mexikanischer Boxer
- Aquino, Marçal (* 1958), brasilianischer Schriftsteller, Journalist und Drehbuchautor
- Aquino, María del Carmen (* 1942), uruguayische Schriftstellerin und Journalistin
- Aquino, Melchora (1812–1919), philippinische Revolutionärin, Mutter der Katipunan
- Aquino, Michael (1946–2019), US-amerikanischer Satanist, Leiter der Vereinigung Temple of SetMichael Aquino (1946–2019)

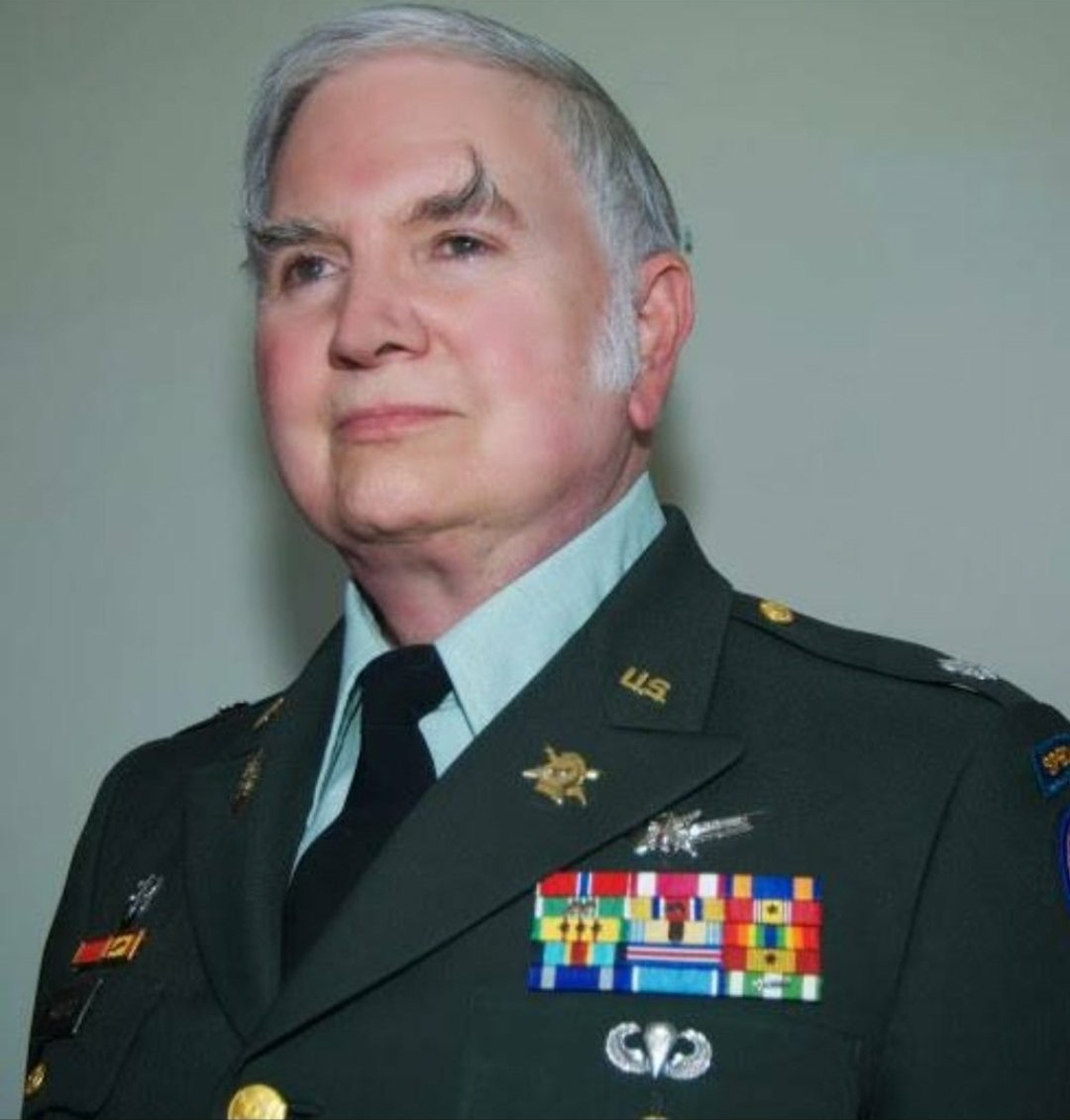
Michael Aquino (1946–2019)

- Aquino, Néstor (* 1980), uruguayischer Straßenradrennfahrer
- Aquino, Pedro (* 1995), peruanischer Fußballspieler
- Aquino, Sergio (* 1979), paraguayischer Fußballspieler
- Aquino, Sonia (* 1977), italienische Schauspielerin

### Aqv
- Aqvilin, Hanna (* 1987), schwedische Filmproduzentin und Filmregisseurin

### Aqy
- Aqyschew, Danijar (* 1976), kasachischer Wirtschaftswissenschaftler und Präsident der Kasachischen Nationalbank